# Триумф Ахилла
«Триумф Ахилла» — фреска, созданная художником Францем фон Мачем в Ахиллионе, во дворце, расположенном на острове Керкира, Греция.
На этом произведении искусства запечатлена неукротимая ярость и безжалостная мстительность Ахиллеса, который стремительно мчится на своей колеснице вокруг стен древнего города Трои. Эта монументальная работа Мача (восемь на четыре метра), над которой он трудился с 1892 по 1894 год, передает не только величие этого момента из эпоса «Илиада» Гомера, но и эмоциональную напряженность и происходящего.

## Описание
Фреска изображает греческого героя и воина Ахиллеса, мчащегося на колеснице вокруг стен Трои. Ахиллес выставляет напоказ шлем, принадлежавший Гектору, которого он лично убил. За колесницей в пыли — тело Гектора. Ярость Ахиллеса отражается в его движениях, а греческие воины размахивают оружием и гонятся за колесницей, выражая мстительный восторг. У троянских наблюдателей виден ужас и смятение. На фреске Гектор изображен без видимых следов ран, вопреки описанию Гомера.
Фон Мач отразил на фреске результаты раскопок Шлимана в Трое и Греции: в соответствии с научными данными того времени изображены стены Трои, ворота (напоминающие Львиные ворота в Микенах), показаны также другие обнаруженные археологами предметы.
Императрица Елизавета Баварская, известная также как Сиси, была главной бенефициаром Ахиллиона, в котором находится фреска. Работа была создана в соответствии с её пожеланиями, и фон Мач был удивлён познаниями императрицы в археологии.